# 吕恩 (梅克伦堡-前波美拉尼亚州)
吕恩是德国梅克伦堡-前波美拉尼亚州的一个市镇。总面积14.41平方公里，总人口677人，其中男性346人，女性331人（2011年12月31日），人口密度47人/平方公里。